# Driehoekige parelmoerneut
De driehoekige parelmoerneut (Nucula nitidosa) is een tweekleppigensoort uit de familie Nuculidae. Het is een dikschalige schelp, min of meer driehoekig van vorm. De omgebogen top ligt niet in het midden. De buitenkant is vrijwel glad, met alleen vage, verticale groefjes en groeilijnen. De onderkant is gekarteld. Het slot wordt gevormd door een groot aantal op rij staande tandjes aan beide kanten van de top. De wetenschappelijke naam van de soort werd in 1930 voor het eerst geldig gepubliceerd door Ronald Winckworth.

## Grootte
De lengte is tot 13 mm, de hoogte tot 10 mm. Vaak kleiner.

## Kleur
Geelwit tot grijs, verse exemplaren hebben een geelgroene opperhuid. De binnenkant is bedekt met glanzend parelmoer. Strandmateriaal is meestal geelbruin, blauwgrijs of bruin verkleurd, vaak met verticale (ver-)kleurstrepen.

## Voorkomen
Losse, vaak beschadigde kleppen en fragmenten zijn vooral te vinden in grof (tweekleppig) schelpengruis.